# Bionix
Die Bionix (BX) sind eine Familie von gepanzerten Kettenfahrzeugen des singapurischen Herstellers ST Kinetics. Sie wurden entwickelt, um die veralteten M113 bei der Singapore Army zu ersetzen. Die Fahrzeugplattform ist seit 1999 in unterschiedlichen Versionen im Einsatz.

## Geschichte
Mitte der 1980er-Jahre entschied das Ministry of Defence (MINDEF), die M113 durch ein moderneres Fahrzeug zu ersetzen, das im Gefecht der verbundenen Waffen mit den AMX-13-Panzern Singapurs wirken konnte.
In einer Marktuntersuchung wurden verschiedene Schützenpanzer evaluiert, unter anderem der britische Warrior, der M2 Bradley und der deutsche Marder. Da keines der Fahrzeuge den Bedürfnissen entsprach, wurde entschieden, ein eigenes zu entwickeln, auch um eine eigene Rüstungsindustrie aufzubauen.
Die Entwicklung begann 1988, 1995 folgte der Bau der ersten Prototypen und am 26. März 1997 wurde das Fahrzeug angenommen. ST Automotive erhielt 2,5 Milliarden Singapur-Dollar, um mehrere hundert Bionix-Schützenpanzer für die Streitkräfte Singapurs zu bauen. Die ersten Fahrzeuge wurden im Juli 1999 ausgeliefert.
Die Bionix-Schützenpanzer wurden seitdem vom Bionix II abgelöst, der ab Oktober 2006 in Dienst gestellt wurde.

## Technik

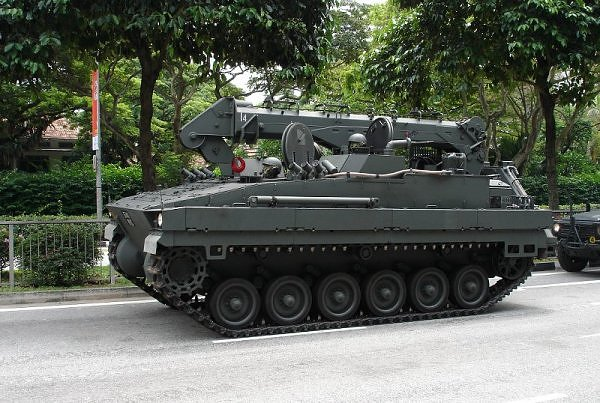
ARV-Version

Hauptaugenmerk wurde auf Mobilität, geringe Größe, niedriges Gewicht und Schwimmfähigkeit gelegt. Feuerkraft und Schutz wurden dementsprechend nur ausreichend ausgebaut.
Wanne und Turm bestehen aus geschweißtem Panzerstahl, auf dem die modulare Verbundpanzerung oder Schottpanzerung angebracht wird.
Der Bionix wird von einem Detroit-Diesel mit 354 kW (475 PS) angetrieben. Das Triebwerk ist mit dem HMPT-500EC-Getriebe von General Dynamics Defense Systems verbunden und kann innerhalb von 15 Minuten gewechselt werden. Der Motorraum ist mit einer automatischen Brandunterdrückungsanlage ausgestattet, die sich auch manuell auslösen lässt.
Der Fahrer sitzt vorne links neben dem Motor. Er verfügt über drei Winkelspiegel; für die Nachtfahrt kann der mittlere durch einen Restlichtverstärker ersetzt werden. Zur Steuerung verfügt der Fahrer über ein Lenkrad und zwei Pedale (Gas/Bremse). Der Turm sitzt in der Fahrzeugmitte, dahinter liegt der Kampfraum der aufgesessenen Infanterie mit Heckrampe und einer Dachluke.
Im Zweimannturm befinden sich die Plätze des Kommandanten links sowie des Schützen rechts; beide können die Waffenanlage bedienen. Der Turm und die Waffe werden elektrisch gerichtet. Die Kommunikationsausrüstung ist im Turmheck eingebaut.
Das Fahrzeug besitzt keine serienmäßige ABC-Schutzausstattung und Klimaanlage, beide lassen sich bei Bedarf nachrüsten.

## Versionen

### Prototypen
- XV1/2/3 – Der erste Prototyp XV1 wurde im August 1989 konzipiert und hatte im Januar 1990 seinen Roll-Out. Der zweite Prototyp XV2 sowie XV3 als drittes Erprobungsmuster wurden im Dezember 1990 und März 1991 fertig. Sie wurden zum Test des Antriebs verwendet. Bis 1997 wurden insgesamt neun Testfahrzeuge gebaut.

- Infantry Carrier Vehicle (ICV) – Die ICV-Version wurde 2001 entwickelt, um die Anforderungen der US-Armee an ein Interim Armoured Vehicle für ihre Infantry Brigade Combat Teams zu erfüllen. Der Originalturm wurde durch eine US-Waffenstation ersetzt, die Besatzung bestand aus zwei Mann und neun Infanteristen im Heck. Das Gesamtgewicht sank auf 17 Tonnen, war also leicht genug für ein C-130-Transportflugzeug. Die Ausschreibung gewann der Stryker Armored Vehicle, die Version ging nie in Produktion.

- Bionix Main Battle Tank – Um die veralteten AMX-13-Kampfpanzer zu ersetzen, wurde in Zusammenarbeit mit United Defense Versuche unternommen, eine 120-mm-Kanone von Oto Melara oder eine 105-mm-Kanone des M8 Armored Gun System in das Fahrzeug zu integrieren. Die Versuche mit der 120-mm-Kanone waren nicht erfolgreich, daraufhin wurde der Leopard 2A4 beschafft.

### Serienmodelle

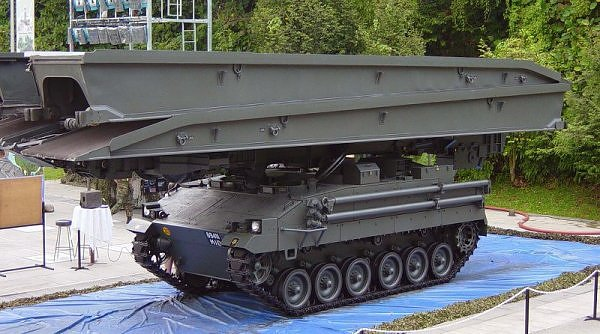
AVLB-Version

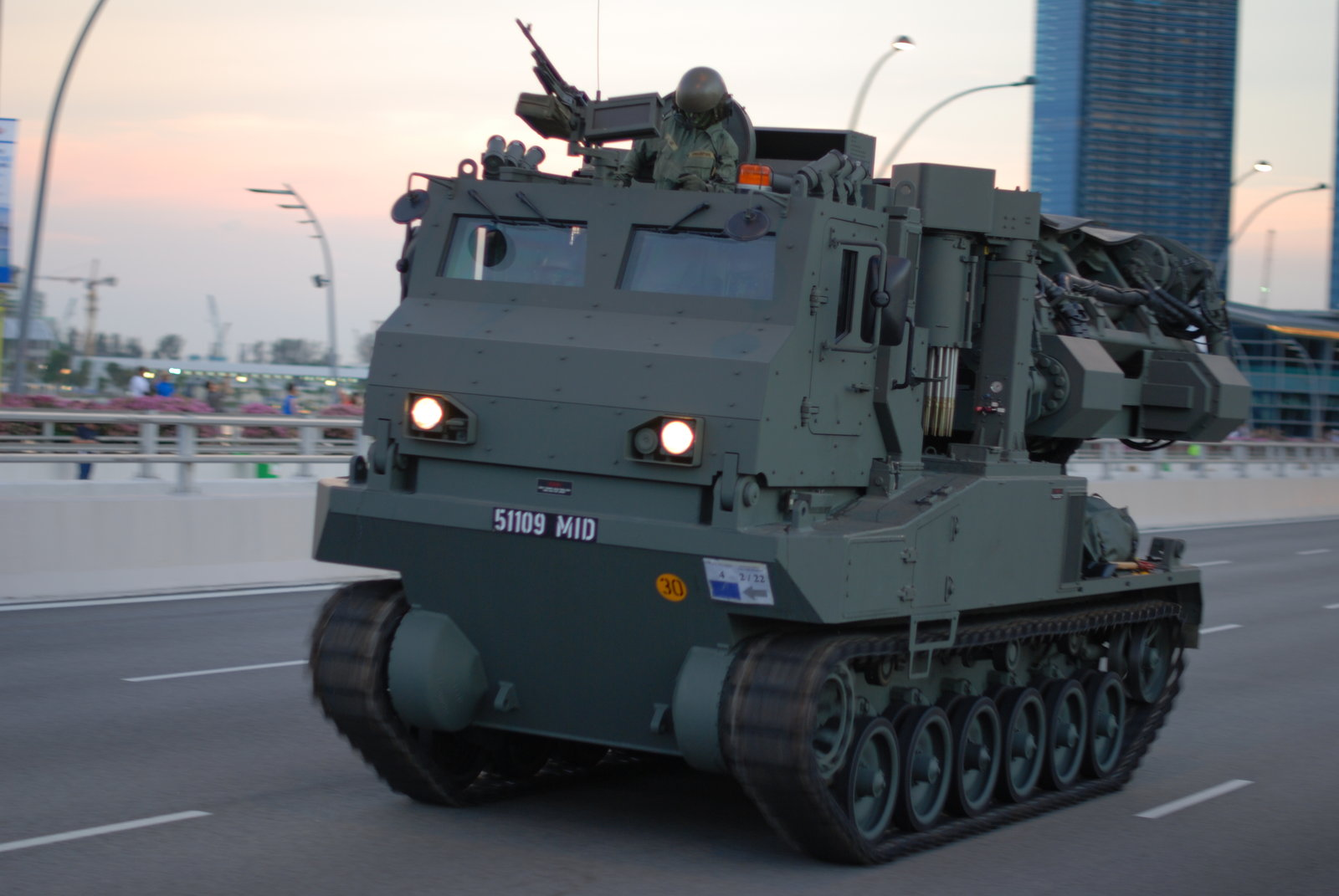
Minenräumvariante

- Bionix 25 – Erste Serienversion. Sie ist mit einer 25-mm-Bushmaster und zwei 7,62 mm MGs bewaffnet. Die ersten Modelle wurden ab 1997 bis 2001 produziert. Insgesamt 300 Stück wurden für die SAF gebaut.
- Bionix 40/50 – Version mit fernbedienbarer Waffenstation, die ein 7,62-mm-MG und eine 40-mm-Granatmaschinenwaffe oder ein Browning M2 enthält. Er kann elf Soldaten aufnehmen, 300 Stück wurden gefertigt.
- Bionix II – Neue 30-mm-Bushmaster mit 50 % mehr Durchschlagsleistung, neue Panzerung mit 50 % mehr Schutz. Die Fahrzeuge sind mit einem digitalen Battlefield Management System ausgestattet, um Informationen über eigene und gegnerische Positionen auszutauschen (netzwerkzentrierte Kriegsführung). Eine neue stabilisierte Waffenoptik mit verbessertem Wärmebildgerät und verbesserter Zielverfolgung sowie ein Laserentfernungsmesser mit 3 km Reichweite gehören ebenso zur Ausrüstung.
- Bionix ARV – Bergepanzer mit 25-Tonnen-Winde und 30-Tonnen-Kran.
- Bionix AVLB – Brückenlegepanzer mit 22-Meter-MLC30-Brücke. Legezeit sieben Minuten mit zwei Mann Besatzung (Kommandant/Fahrer) vom Inneren des Panzers aus.
- Bionix Counter-Mine Vehicle (Trailblazer) – 30-Tonnen-Minenräumpanzer mit Flegeln. Das Fahrzeug schießt zum Markieren der geräumten Spur mit einem pneumatischen System automatisch Stäbe in den Boden, um nachkommenden Fahrzeugen ein zügiges Folgen zu ermöglichen.

## Geländegängigkeit
- 60 % Steigung
- 30 % Schräglage
- 0,8 Meter Hindernis
- 2 Meter Graben
- 0–32 km/h in 10 Sekunden
- ölgekühlte Mehrscheibenbremse